# Nomada brevis
Nomada brevis là một loài Hymenoptera trong họ Apidae. Loài này được Saunders mô tả khoa học năm 1908.